# Schizostachyum auriculatum
Schizostachyum auriculatum är en gräsart som beskrevs av Qi Hui Dai och D.Y.Huang. Schizostachyum auriculatum ingår i släktet Schizostachyum och familjen gräs. Inga underarter finns listade i Catalogue of Life.